# Dalmatinova ulica, Ljubljana
Dalmatinova ulica je ena izmed ulic v Ljubljani.

## Zgodovina
Leta 1898 so preimenovali dotedanje Dolge ulice v Dalmatinovo ulico po Juriju Dalmatinu.

## Urbanizem
Ulica poteka od križišča s Malo in Kolodvorsko ulico do križišča s Slovensko cesto in Gosposvetsko ulico.
Na ulico se (od vzhoda proti zahodu) povezujejo: Miklošičeva, Ajdovščina in Cigaletova ulica.
Ob ulici se nahajajo: City Hotel Ljubljana (bivši Hotel Turist), Miklošičev park,...

## Javni potniški promet
Po Dalmatinovi ulici potekajo trase mestnih avtobusnih linij št. 5, N5, 13, 20 in 20Z. 

### Postajališči MPP
smer zahod - vzhod
| postajališče       | št. linije         |
| ------------------ | ------------------ |
| 600032 Dalmatinova | 5, N5, 13, 20, 20Z |
| 500012 Turist      | 5, N5, 13, 20, 20Z |